# Uvaria edulis
Uvaria edulis är en kirimojaväxtart som beskrevs av N. Robson. Uvaria edulis ingår i släktet Uvaria och familjen kirimojaväxter. Inga underarter finns listade i Catalogue of Life.